# مهرجان إبداع
مهرجان إبداع هو مهرجانٌ تنظمه وزارة الشباب والرياضة المصرية، وهو مهرجان مخصص للطلبة المنتسبين إلى الجامعات وأعضاء مراكز الشباب. بدأ هذا المهرجان عام 2012 ويشمل مسابقات تستهدف الشباب ذوي المواهب في الأدب والغناء والعزف والتمثيل والإخراج والمراسلة والفنون التشكيلية والابتكارات العلمية.

## تاريخ المهرجان
بدأ عام 2012 وكان يطلق عليه اسم مسابقة إبداع لطلاب الجامعات الحكومية بعدد (11) مجال ثقافي وفنى. شارك في المسابقة (15) جامعة وكان عدد المشاركين (2300) طالب و طالبة وبقية جوائز مليون ونصف جنيه مصرى.
استمر التقدم في المسابقة وتزايد عدد المشاركين من الجامعات والطلبة وأيضا المجالات ومن الموسم السابع 2019 أخذ مهرجان ابداع رعاية الرئيس / عبد الفتاح السيسي – رئيس جمهورية مصر العربية و استمرت رعاية الرئيس من سنة 2019 لسنة 2024 

## مجالات المهرجان
الشعر – الرواية - القصة القصيرة - التأليف المسرحي - الدوري الثقافي – الغناء – العزف - الإنشاد الديني والترانيم.- العروض المسرحية - مسرح الغنائي والاستعراضي.- الفنون الشعبية  - الأفلام القصيرة – المراسل - الفنون التشكيلية - الابتكارات العلمية - المبادرات المجتمعية - الموسيقى والكورال.

## مراحل المهرجان
يبدأ المهرجان بداية من شهر أكتوبر من كل عام ويتم نشر الشروط العامة والدعاية والمنشورات الخاصة بالمهرجان بالجامعات والمعاهد العليا والأكاديميات الحكومية الخاصة. بجميع المحافظات.
المرحلة الثانية المنافسة داخل الجامعات والمعاهد والأكاديميات بمشاركة أكتر من ( 70 ) ألف طالب وطالبة في مجالات التسابق ( الأدبية والفنية والعلمية ) 
المرحلة الثالثة التصفيات النهائية بمشاركة أكثر من 6 الاف طالب وطالبة من 157 جامعه و معهد عالي و أكاديمية على مسرح وزارة الشباب والرياضة و مسرح المدينة الشبابية بأبي قير بالإسكندرية وهذا من خلال نخبه من المفكرين والادباء و الفنانين و الشعراء ابرزهم: " هاني مهنى –  سهير المرشدي – مروه ناجى - إبراهيم عبد المجيد - فردوس عبد الحميد – محمود الحدينى - نشوى مصطفى " من أجل اختيار الفيزين من الطلاب المشارك الذي سيحصل على جوائز بقيمة خمسة مليون جنيه مصري 
المرحلة الرابعة حفلة الختام على مسرح جامعة القاهرة بحضور الأستاذ الدكتور/ أشرف صبحى – وزير الشباب والرياضة و الإعلامية منى الشاذلي سفيرة مهرجان أبداع الجامعات والكثير من الوزراء و المحافظين ونجوم الفن مثل أحمد أمين، محمود حميدة، عمرو عبد الجليل ، عبد الرحيم كمال ، نادر عباسى و كتير من و الأدباء و نجوم المجتمع و طلاب كلية اكاديمية الشرطة المشاركين بالمهرجان و في نهاية الحفل بيتم توزيع الجوائز على الفائزين بالمهرجان 
سفيرة مهرجان إبداع الإعلامية منى الشاذلي من خلال عمل مؤتمر صحفي حضرة الأستاذ الدكتور أشرف صبحى وزير الشباب و الرياضة 